# Nizaris
Os nizaris são os fiéis do ismailismo nizari (em árabe: النزاريون - an-Nizāriyyūn), um caminho (tariqah) do islamismo xiita que enfatiza a justiça social, o pluralismo e a razão humana dentro de uma tradição mística do islã. Os nizaris são o segundo maior grupo de xiitas e são a maioria dos ismailitas (em árabe: اسماعیلیه). Há um número estimado de 15 milhões de ismailitas vivendo em mais de 25 países e territórios.
Os ensinamentos dos nizaris afirmam o testemunho islâmico da chahada de que "Não existe nenhum outro deus senão Alá e Maomé é o Seu profeta". Como todos os xiitas, os nizaris acreditam que o primo de Maomé, Ali, foi selecionado por um decreto divino para suceder ao Profeta como imame (líder espiritual) da comunidade muçulmana. A instituição do "imanato" continua numa linha contínua hereditária através de Ali e de Fátima, a filha de Maomé, até os dias de hoje. O imame atual, o príncipe xá Karim al-Husayni, dito Agacão IV, é o 49º imame nizari.
Os nizaris são os descendentes espirituais do Califado Fatímida (909 - 1094), através do filho do califa Almostancir Nizar, e da seita subsequente dos "Assassinos" de Alamute sob o dai Haçane Saba (1094-1124).